# Draper (cràter)
Draper és un petit cràter d'impacte lunar situat a la part sud de la Mare Imbrium. Es tracta d'una formació circular amb forma de cove, amb un petit cràter envaint el nord-est del seu brocal. Al nord-nord-est apareix el cràter Pytheas, i al sud s'hi troben els Montes Carpatus. Just al sud-est del cràter s'hi troba el cràter una mica més petit identificat com Draper C. El cràter deu el seu nom a l'astrònom aficionat nord-americà del segle xix Henry Draper.

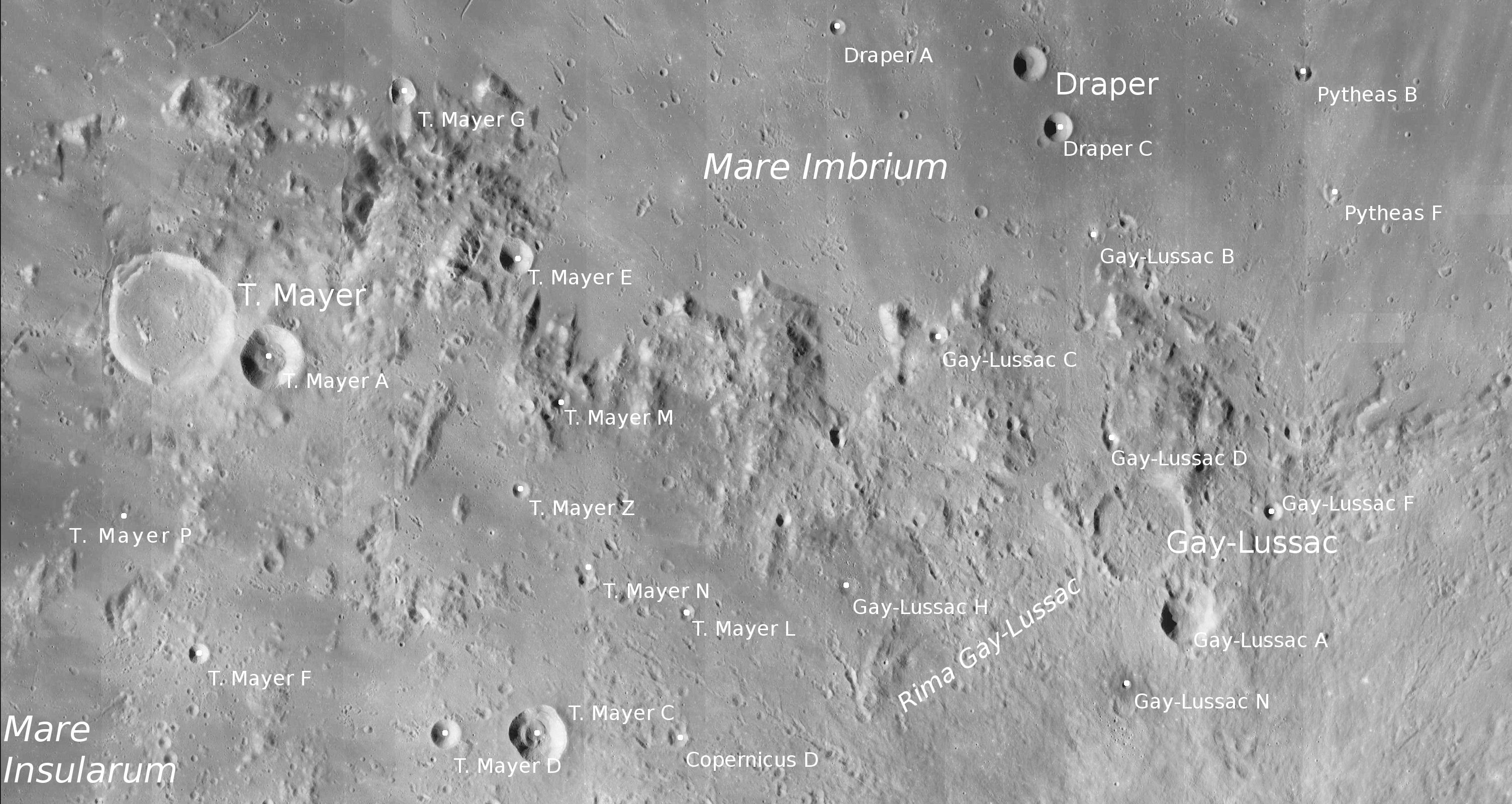
Fotografia de la missió Lunar Reconnaissance Orbiter. Montes Carpatus, amb Draper al nord-est.

## Cràters satèl·lit
Per convenció aquests elements són identificats en els mapes lunars posant la lletra en el costat del punt central del cràter que està més prop de Draper.
|        | \| Draper \| Coordenades \| Diàmetre \| \| ------ \| ------------------------------------ \| -------- \| \| A \| 17° 54′ N, 23° 24′ O / 17.9°N,23.4°O \| 4 km \| \| C \| 17° 06′ N, 21° 30′ O / 17.1°N,21.5°O \| 8 km \| |          |
| Draper | Coordenades | Diàmetre |
| A      | 17° 54′ N, 23° 24′ O / 17.9°N,23.4°O | 4 km     |
| C      | 17° 06′ N, 21° 30′ O / 17.1°N,21.5°O | 8 km     |

### Altres referències
- (WGPSN), IAU Working Group for Planetary System Nomenclature. «Gazetteer of Planetary Nomenclature. 1:1 Million-Scale Maps of the Moon» (en anglès).  UAI / USGS, 13-02-2013. [Consulta: 6 abril 2016].
- Andersson, L. E.; Whitaker, E. A.,. NASA Catalogue of Lunar Nomenclature (en anglès).  NASA RP-1097, 1982.
- Blue, Jennifer. «Gazetteer of Planetary Nomenclature» (en anglès).  USGS, 25-07-2007. [Consulta: 2 gener 2012].
- Bussey, B.; Spudis, P.. The Clementine Atlas of the Moon (en anglès).  Nueva York: Cambridge University Press, 2004. ISBN 0-521-81528-2.
- Cocks, Elijah E.; Cocks, Josiah C.. Who's Who on the Moon: A Biographical Dictionary of Lunar Nomenclature (en anglès).  Tudor Publishers, 1995. ISBN 0-936389-27-3.
- McDowell, Jonathan. «Lunar Nomenclature» (en anglès).   Jonathan's Space Report, 15-07-2007. [Consulta: 2 gener 2012].
- Menzel, D. H.; Minnaert, M.; Levin, B.; Dollfus, A.; Bell, B. «Report on Lunar Nomenclature by The Working Group of Commission 17 of the IAU» (en anglès). Space Science Reviews, 12, 1971, pàg. 136.
- Moore, Patrick. On the Moon (en anglès).  Sterling Publishing Co, 2001. ISBN 0-304-35469-4.
- Price, Fred W. The Moon Observer's Handbook (en anglès).  Cambridge University Press, 1988. ISBN 0521335000.
- Rükl, Antonín. Atlas of the Moon (en anglès).  Kalmbach Books, 1990. ISBN 0-913135-17-8.
- Webb, Rev. T. W.. Celestial Objects for Common Telescopes, 6ª edición revisada (en anglès).  Dover, 1962. ISBN 0-486-20917-2.
- Whitaker, Ewen A. Mapping and Naming the Moon (en anglès).  Cambridge University Press, 2003. 978-0-521-54414-6.
- Wlasuk, Peter T. Observing the Moon (en anglès).  Springer, 2000. ISBN 1-85233-193-3.